# Battaglia di Sehested
La battaglia di Sehested venne combattuta il 10 dicembre 1813 presso la città di Sehestedt nello Schleswig-Holstein, nell'ambito dei più vasti eventi della guerra della sesta coalizione.
Un contingente di truppe del regno di Danimarca-Norvegia, comandato dal principe Federico d'Assia-Kassel, intento a ritirarsi in patria attraverso lo Schleswig-Holstein si trovò la strada bloccata da un corpo di truppe dei coalizzati comandato dal generale russo Ludwig von Wallmoden-Gimborn; ne seguì un duro scontro al termine del quale i dano-norvegesi riuscirono a mettere in rotta il nemico e a continuare la loro ritirata alla volta della Danimarca.

## Antefatti
Il regno di Danimarca-Norvegia si ritrovò coinvolto nelle guerre napoleoniche a seguito degli eventi della battaglia di Copenaghen dell'agosto-settembre 1807: per evitare che la numerosa flotta dano-norvegese potesse cadere in mano alla Francia di Napoleone, il Regno Unito attaccò Copenaghen distruggendo le navi alla fonda; il regno, che fino a quel momento aveva cercato di mantenere una precaria neutralità nel conflitto tra francesi e britannici, si schierò quindi apertamente con la Francia. Pur tenendo fede a questa alleanza, il prudente re Federico VI di Danimarca cercò di tenere il più possibile il paese fuori dalle frequenti campagne napoleoniche, e le truppe danesi non andarono oltre un generico impiego come truppe d'occupazione nelle regioni settentrionali della Germania.
A seguito della disfatta napoleonica nella campagna di Russia, all'inizio del 1813 la Danimarca-Norvegia dichiarò formalmente uno stato di neutralità: il paese era alla bancarotta e abbisognava più che mai di un ritorno alla pace per risanare la sua disastrata economia. I negoziati avviati da Federico IV con le potenze della sesta coalizione antifrancese tuttavia non approdarono a niente: i coalizzati favorivano le pretese della Svezia per un'annessione a questa della Norvegia, e nel marzo 1813 il re decise quindi di rinnovare il suo trattato di alleanza con la Francia; un corpo di spedizione dano-norvegese, forte di 13 000 uomini agli ordini del principe Federico d'Assia-Kassel (cognato del monarca) fu quindi schierato nella regione dello Schleswig-Holstein e appoggiò le forze del maresciallo Louis Nicolas Davout nelle sue campagne nella zona di Amburgo contro le truppe multinazionali del generale russo Ludwig von Wallmoden-Gimborn.
La decisiva sconfitta patita da Napoleone nella battaglia di Lipsia il 16-19 ottobre 1813 portò al crollo del dominio francese in Germania: mentre Davout ripiegava su Amburgo dove finì assediato dalle forze dei coalizzati, il principe Federico ricevette l'ordine di ripiegare con i suoi uomini in Danimarca per difendere il paese da possibili offensive del nemico.

## La battaglia

### Forze in campo

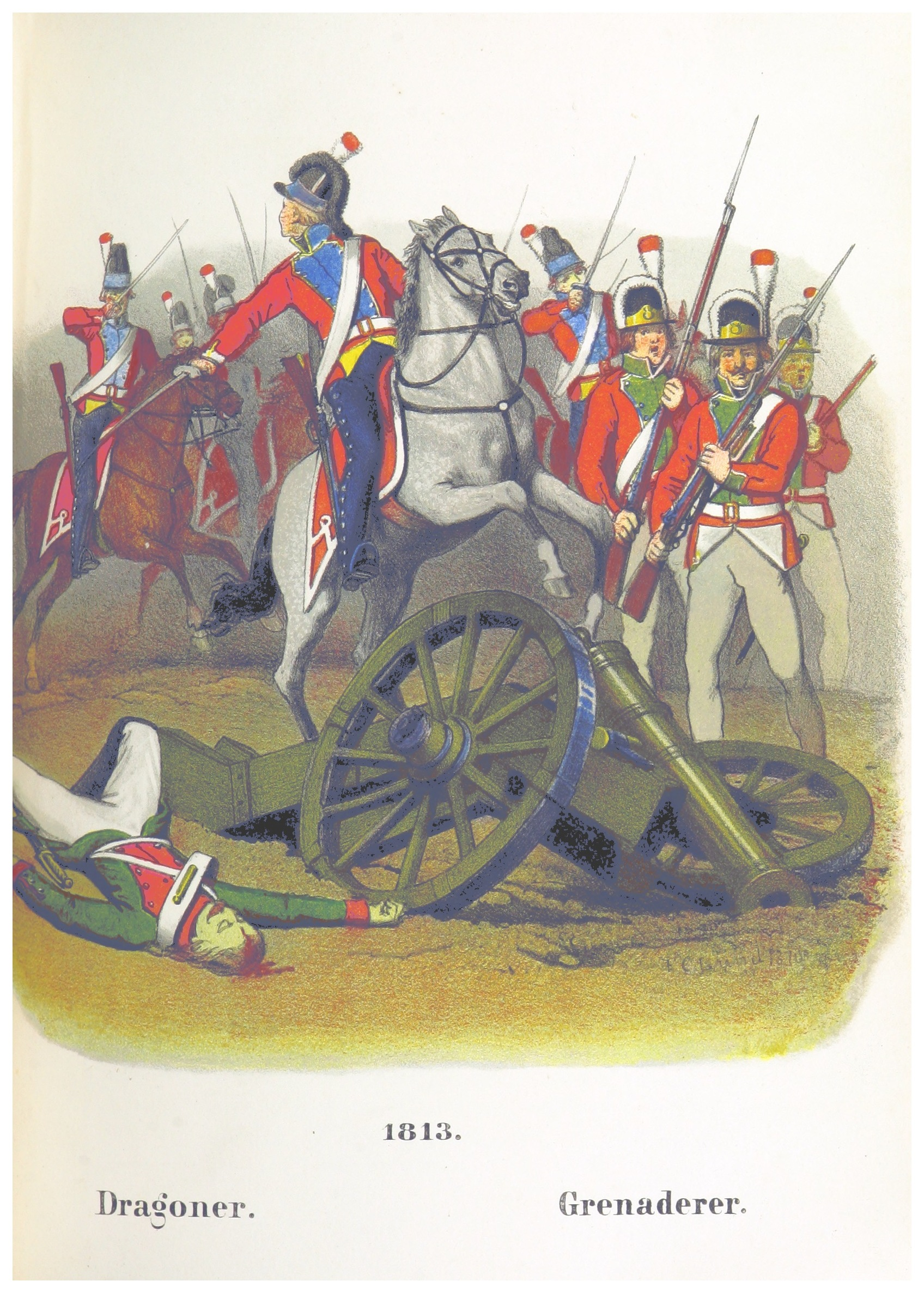
Dragoni e granatieri dano-norvegesi delle guerre napoleoniche in una stampa del 1870

Il 10 dicembre 1813 la colonna delle truppe danesi, appesantita dal dover scortare un convoglio di più di 500 carri carichi di rifornimenti, era in marcia alla volta di Rendsburg quando una grossa forza nemica fu scoperta nei dintorni della cittadina di Sehestedt. Il principe Federico d'Assia aveva ai suoi ordini circa 9 000 uomini pari a 14 battaglioni di fanteria e 12 squadroni di cavalleria, appoggiati da 34 pezzi d'artiglieria; le forze dano-norvegesi erano ripartite tra una forza d'avanguardia agli ordini del generale François Lallemand, un corpo centrale su due brigate (una agli ordini del generale Graf Schulenberg, l'altra agli ordini del colonnello von Abercrone) e il convoglio dei carri con la sua scorta.
I coalizzati al comando di Wallmoden erano una forza composita: la componente migliore era rappresentata dalle unità della Legione russo-tedesca, composta da prigionieri di guerra tedeschi catturati in Russia che avevano accettato di combattere sotto comando russo contro i loro ex-alleati francesi, e da alcuni contingenti della King's German Legion britannica; vi erano poi alcune truppe dell'Hannover, appena riorganizzate sotto comando britannico ma ancora poveramente addestrate ed equipaggiate, e un contingente proveniente dal Ducato di Meclemburgo-Schwerin. Wallmoden aveva ai suoi ordini 12 battaglioni di fanteria, tre reggimenti di cavalleria e contingenti minori per un totale di circa 10 500 uomini e 18 pezzi d'artiglieria; le forze dei coalizzati erano ripartite in tre divisioni di fanteria sotto il comando dei generali Lyon, Arentschildt e Dornberg e una brigata di cavalleria indipendente.

### Lo scontro
La testa della colonna dano-norvegese incappò nei primi reparti dei coalizzati presso il villaggio di Holzsee, a nord-est di Sehested. L'avanguardia del generale Lallemand si schierò subito in formazione da battaglia, ma i tre battaglioni russo-tedeschi che tenevano il villaggio erano troppo in inferiorità numerica e il loro comandante, il maggiore Baumberg, li fece ritirare con ordine verso ovest in direzione delle paludi a sud del villaggio di Habye; il principe Federico distaccò parte delle sue forze per tenere d'occhio le unità di Baumberg, e inviò un contingente di cavalleria a esplorare le zone a nord ed est di Holzsee.

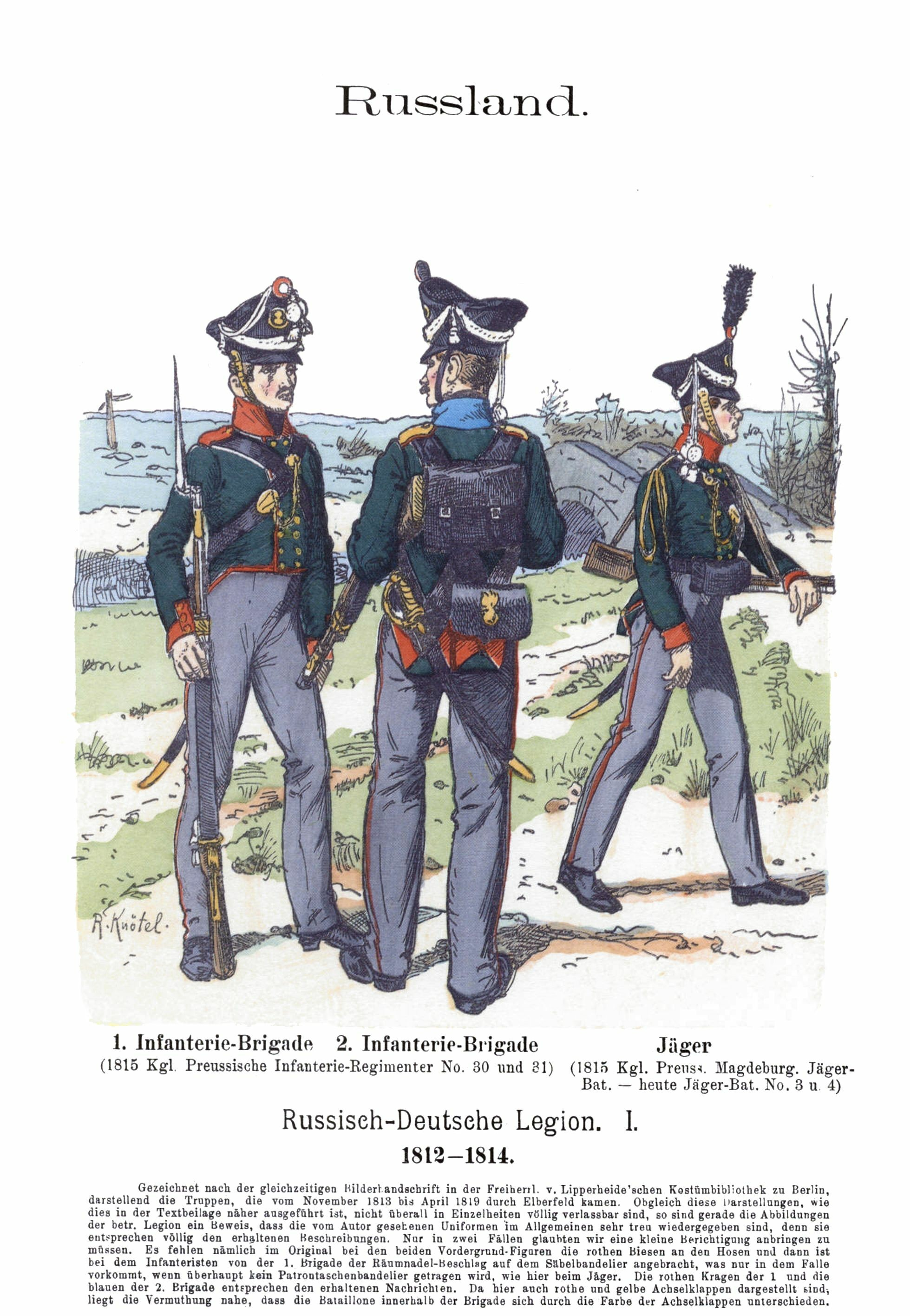
La fanteria della Legione russo-tedesca in una tavola di Richard Knötel

Il lento ripiegamento di Baumberg aveva consentito a Wallmoden di accorrere sul posto da Sehested con i rinforzi: si sviluppò uno scontro lungo la strada che collegava Holzsee a Sehested, con i coalizzati che furono progressivamente respinti in direzione del secondo villaggio. Baumberg tentò di intervenire attaccando da Habye il retro della colonna dano-norvegese e il convoglio dei carri, ma dovette avviare le sue forze lungo una stretta strada in mezzo alle paludi e fu efficacemente contrastato da un distaccamento dano-norvegese sotto il maggiore Berger; l'unità di Baumberg fu respinta con forti perdite e non giocò altro ruolo nella battaglia.
Wallmoden si era nel frattempo attestato all'estremità settentrionale dell'abitato di Sehested, dove la strada si biforcava dirigendo a ovest verso Rendsburg e a sud verso il fiume Eider; il principe Federico fece schierare il corpo centrale delle sue forze in formazione da battaglia e diede l'assalto al villaggio. Duri scontri presero vita all'interno di Sehested: il primo assalto dei dano-norvegesi fu respinto dalle unità della Legione russo-tedesca, ma un secondo attacco meglio progettato e guidato in prima persona dal principe Federico riuscì infine a cacciare le truppe dei coalizzati da Sehested e sgombrare la strada per Rendsburg. Wallmoden ordinò un contrattacco, ma le truppe russo-tedesche furono caricate dai dragoni dano-norvegesi senza avere il tempo di formare un quadrato e furono messe in rotta abbandonando tre pezzi d'artiglieria in mano al nemico.
Wallmoden si ritirò ancora in direzione del villaggio di Osterrode a protezione del ponte sull'Eider più a sud; in un disperato tentativo di contrattacco il generale russo inviò il reggimento dei cacciatori a cavallo del Meclemburgo a caricare frontalmente la fanteria nemica attestata a sud di Sehested: i fanti dano-norvegesi erano però ben schierati e infransero l'impeto della cavalleria nemica con un pesante fuoco di fucileria. Wallmoden si ritirò quindi sulle colline attorno a Osterrode; la cavalleria dano-norvegese tentò di trasformare il suo ripiegamento in una rotta, ma fu tenuta a bada dal fuoco dei coalizzati. Il principe Federico fece quindi avanzare la sua artiglieria e sottopose le linee di Wallmoden a un pesante bombardamento, obbligando infine il generale russo a ordinare una ritirata sull'altra riva del fiume Eider.

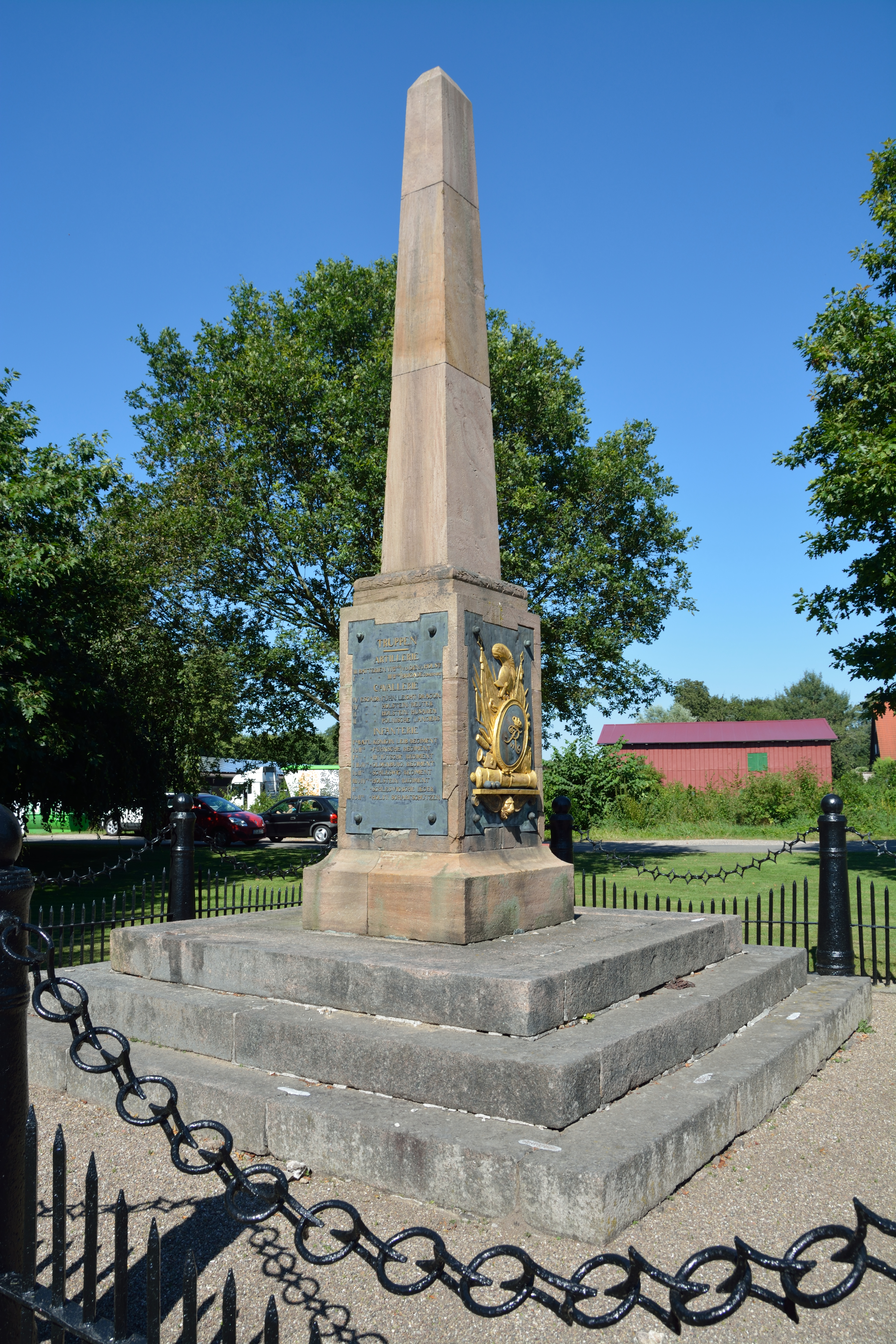
Il moderno memoriale dedicato alla battaglia

Giunse quindi sulla scena il superiore di Wallmoden, il principe ereditario di Svezia Carlo Giovanni (al comando di tutte le forze dei coalizzati nel nord della Germania). Dopo un colloquio con Wallmoden, Carlo offrì al principe Federico una tregua di ventiquattr'ore per permettere di soccorrere i feriti e seppellire i morti delle due parti; con il suo prezioso convoglio dei rifornimenti già instradato sulla via per Rendsburg, Federico accettò. Le forze dano-norvegesi si ritirarono quindi dal campo, ponendo fine allo scontro.

## Conseguenze
La battaglia di Sehested costò alle forze dano-norvegesi 321 perdite: 56 morti, 236 feriti e 31 prigionieri. Le perdite delle forze di Wallmoden non sono note con precisione, anche se i danesi stimarono che fossero il triplo delle loro; 24 ufficiali e circa 600 soldati russo-tedeschi furono fatti prigionieri.
L'armata dano-norvegese raggiunse senza ulteriori incidenti Rendsburg, dove stabilì una posizione difensiva lungo il corso dell'Eider; con Napoleone battuto e in fuga verso la Francia, tuttavia, il re Federico IV si era reso conto dell'inutilità di ogni ulteriore resistenza e siglò immediatamente un armistizio con le potenze coalizzate onde avviare dei negoziati di pace. I negoziati portarono infine alla stipula, il 14 gennaio 1814, del trattato di Kiel, che pose fine alla partecipazione della Danimarca-Norvegia alle guerre napoleoniche.